# 中野幸次
中野幸次（なかの こうじ、1926年（大正15年） - 2001年）は、日本の哲学者。学位は、文学博士。昭和女子大学教授を経て、昭和女子大学名誉教授。
栃木県出身。栃木県立栃木商業高等学校を卒業後、東京文理科大学哲学科大学院、東京教育大学文学部言語学科を経て、昭和女子大学教授、昭和女子大学名誉教授。

## 経歴
1926年、栃木県に生まれた。1944年、栃木県立栃木商業高等学校商業科を卒業。その後は東京文理科大学哲学科に進み、同大学大学院を1956年に修了。1958年、東京教育大学文学部言語学科を卒業。
1958年10月、昭和女子大学専任講師に就いた。後に同大学教授に昇進。1993年、学位論文『人倫と自然の形而上学』を筑波大学 に提出して博士の学位を取得。昭和女子大学を退職後は、名誉教授となった。2001年に死去。

## 著作
著書
- 『存在の故郷「いかにして人間性を回復すべきか』理想社 1960
- 『「ソクラテス」』<人と思想 3>清水書院 1967
  - 新装版 2015年、2017年
- 『「プラトン」』<人と思想 5>清水書院 1967
  - 新装版 2014年
- 『人間牧場：ポイエシスの論理』南窓社 1969
- 『人間牧場：テオリアの論理』現代文化社 1972
- 『初期ストア論理学考：クリューシッポスの想像の力学』現代文化社 1976
- 『西欧の思念』南窓社 1977
- 『エチカの形成と哲学的世界』東京堂 1979
- 『存在と想像力：或る哲学徒の告白』南窓社 1989
- 『人倫と自然の形而上学』南窓社 1994

共編著
- 『哲学の名著12選』学陽書房 1972

古田光・廣川洋一・アリストテレス・中野幸次・竹田篤司・上妻精・飯島宗享・城塚登・岩永達郎・新田義弘・市倉宏祐による共編著
- 『ヨーロッパにおける人間観の研究』古田光・藤田健治・木田献一・屋形禎亮・澤柳大五郎・廣川洋一編、未来社 1982
  - 「ヘレニズム期の人間観 : シノペのジオゲネスの場合」

中野幸次・秀村欣二・兼岩正夫・清水富雄・裾分一弘・下村寅太郎・西沢龍生・永井博による共編著
記念論集
- 『ヨーロッパ精神史の基本問題：下村寅太郎先生退官記念論文集』澤柳大五郎・関根正雄・村治能就・浅野順一編、岩波書店 1966
  - 「アリストテレスを中心とするギリシアの自然学」

中野幸次・秀村欣二・兼岩正夫・清水富雄・渡辺金一・下村寅太郎・西沢龍生・藤田健治・永井博による共編著
講演
- 1969年4月 栃木商業高等学校創立記念日講演会において同窓生として講演[4]

論文
- CiNii>中野幸次>昭和女子大学近代文化研究所／学苑
- CiNii>中野幸次>昭和女子大学女性文化研究所／女性文化研究所紀要
- CiNii>中野幸次>東京教育大学言語学研究会
- CiNii>中野幸次>「分限と制作の思想」をめぐって、他／国学院大学出版部
- 「根源的痛覚と詩人の魂－晶子と東明における人間性の発露－」『昭和女子大学女性文化研究所紀要』13、昭和女子大学女性文化研究所1994年[5]
- 「「あるべきはずの自己の実現」と「分限と制作の思想」」『栃商同窓会会報誌』特別寄稿、2000年6月12日第8号(2)
- 「昭和女子大事件と大学教育」『月刊社会党』61、102-105頁 1962年7月

## 資料
- 「昭和女子大事件」（収録）ドキュメント日本人〈第10〉法にふれた人、谷川健一・鶴見俊輔・村上一郎責任編集、學藝書林、1969年